# Marta Jaumandreu Calvo
Marta Jaumandreu Calvo (Madrid, 4 de desembre de 1971) és una periodista espanyola de RTVE. Presenta l'Informatiu Territorial de Madrid i substituint el TD-1.
Quan la Marta s'absenta substituint al TD-1, Olga Lambea la substitueix; mentre a l'Informatiu Territorial de Madrid, quan s'absenta, Rosana Romero pren les regnes de l'informatiu (redactora i presentadora en el mateix centre territorial).
És llicenciada en Ciències de la Informació per la Universitat CEU San Pablo de Madrid i Màster en periodisme digital pel Centre d'Estudis Financers. El seu primer treball va ser en la publicació econòmica  El butlletí del vespre . Després va formar part dels serveis informatius de Telemadrid, on va treballar en els programes  Panorama d'actualitat,  Buenos días, Madrid  i en la primera edició de  Telenoticias. el 1997 va ingressar a Televisió Espanyola com a redactora del Canal 24 hores i un any després va passar a l'àrea de meteorologia, on va ser una de les presentadores de  El temps . Al setembre de 2008 es va traslladar al centre territorial de TVE a la Comunitat de Madrid, on va ser presentadora i redactora de l'informatiu regional.
L'agost de 2012 va ser designada presentadora de la segona edició del  Telediario , l'informatiu amb més espectadors de TVE, però va ocupar el càrrec només un any. A partir de setembre de 2013, va tornar a l'informatiu de la Comunitat de Madrid i va ser substituïda en l'edició nacional per Ana Blanco. Tot i que no es va concretar la raó d'aquesta decisió, va estar influïda per la pèrdua d'espectadors dels serveis informatius de TVE a totes les seves edicions.
Des del Nadal de 2014, presenta el Telediario 1, en substitucions i períodes de vacances.